# Playa Salinas
Punta Salinas de Puerto de Hermoso, simplemente conocida como Punta Salinas, es una playa de República Dominicana localizada en aguas de la bahía de Las Calderas en el Mar Caribe.

## Historia
Fue descubierta el 30 de julio de 1502 cuando Cristóbal Colón descubrió la Bahía de Las Calderas donde se refugió para protegerse del paso de un huracán tropical dónde la llamó Bahía de Puerto Hermoso. Durante la época colonial fue un puerto de protección.
En la Playa Salinas el Gobernador Nicolas de Ovando en 1505 ordenó explotar las minas de sal en la laguna que hoy se conoce como Salado del Muerto, siendo uno de los mayores puntos de producción de sal del Caribe. Actualmente es propiedad del Ayuntamiento Municipal de Baní.
La Playa Salinas y la Bahía de Las Calderas fue durante la época de Rafael Leónidas Trujillo una área restringida sin acceso público de la entonces Naval Dominicana.

## Características
Punta Salinas está ubicada a 27 kilómetros al sur de Baní en la Provincia Peravia, cerca de la Base Naval de las Calderas de la Armada Dominicana cerca del Poblado de Salinas. Es una pequeña península frente a la Bahía de Las Calderas de arena color grisáceo fina, de aguas cristalinas del mar Caribe. Básicamente se compone de dos costas, la costa este frente a la bahía (la más usada por los bañistas) y la parte oeste frente a las costas del Mar Caribe.
Delimita la frontera entre la Bahía de Las Calderas al este y la Bahía de Ocoa al oeste, constituyéndose en el punto medio de dos atractivos ecológicos para la provincia Peravia, ya que ésta es una de las áreas costeras de mayor demanda de protección.
En su parte más estrecha no supera los 20 metros y en su parte más ancha, apenas alcanza los 400 metros, creándose una pequeña península que forma la Bahía rodeada de agua. También se encuentra la Laguna de El Salado del Muerto, donde se encuentran las minas de sal.

## Especies
Entre las especies al igual que en toda la bahía se encuentran las tortugas marinas, los moluscos bivalvos, algas y las esponjas. En las cercanías se encuentran flamencos y la Iguana.
Entre las aves se encuentran los playeritos (Charadrius alexandrinus y Charadrius wilsonia y Tringa semipalmata), la Gaviota (Sternula antillarum). Entre las aves marinas se encuentra el Buzo (Sula leucogaster). También se encuentra el Erizo de Mar, especialmente en la costa sur frente al Mar Caribe y medusas de las denominadas Agua Viva.

## Turismo

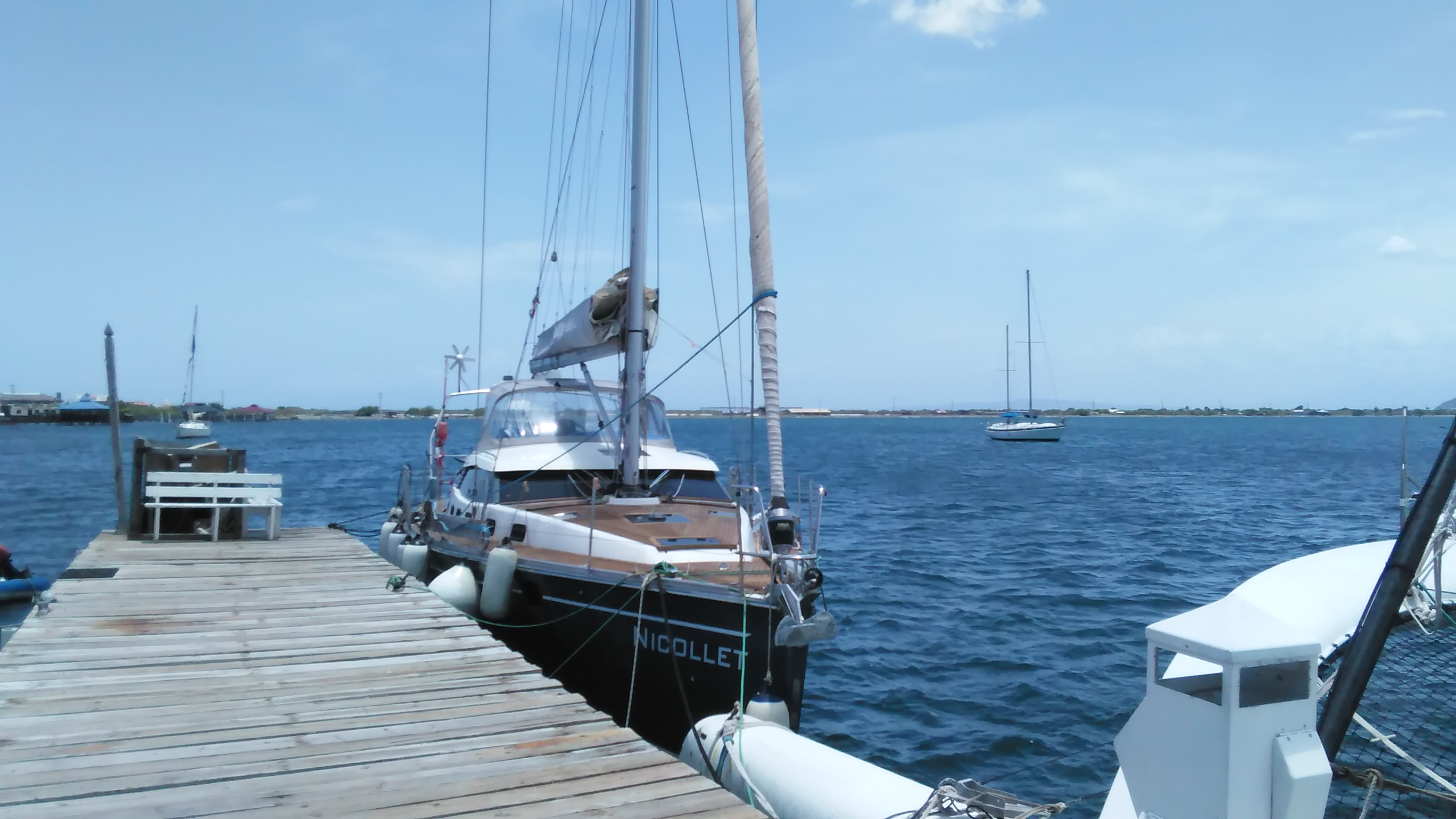
Muelle del hotel Salinas

La Playa Salinas es ideal para la práctica del Surf y el Kitesurf durante todo el año, así también como el Buceo. En Salinas se encuentra el Parador Turístico Punta Salinas compuesta por una infraestructura con apariencia de choza de estilo moderno que consta de un restaurante con especialidad en mariscos, así como de áreas de baile y de entretenimiento para los niños y un Cuartel de la Armada.
Cerca de la Playa en el poblado de Salinas se encuentra el Hotel Las Salinas que posee un muelle para Yates y el Hotel Ibiza.
En su cercanía también se encuentra la Laguna El Salado del Muerto, donde se encuentran las minas de sal. Al este de la Playa se encuentra la Reserva Científica Monumento Natural Félix Servio Ducoudray, mejor conocidas como Las Dunas de Baní y la Base Naval de Las Calderas y los astilleros Navales. En el Poblado de Salinas se encuentran diferentes restaurantes basados en mariscos de la zona.

## Curiosidades
Algunas escenas de la película xXx: Return of Xander Cage del actor norteamericano Vin Diesel fueron firmadas en la Playa Salinas.

## Galería

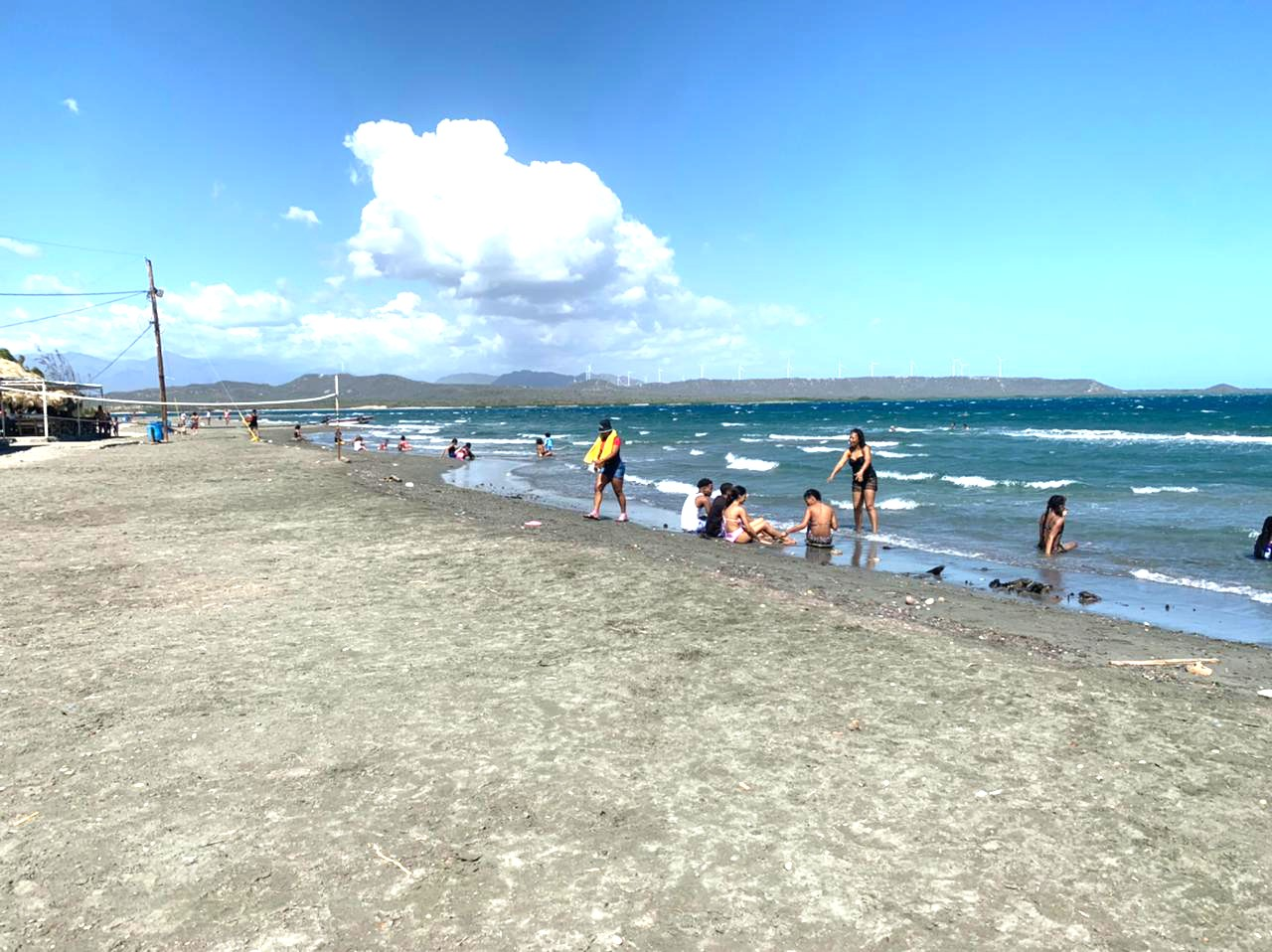
Playa Salinas
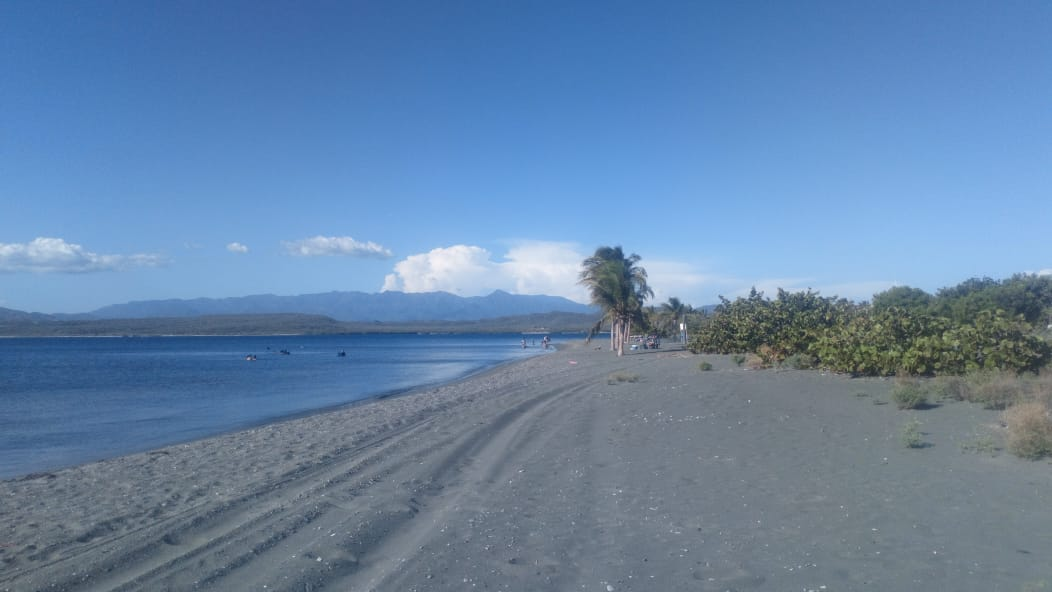
Costa oeste de Punta Salinas
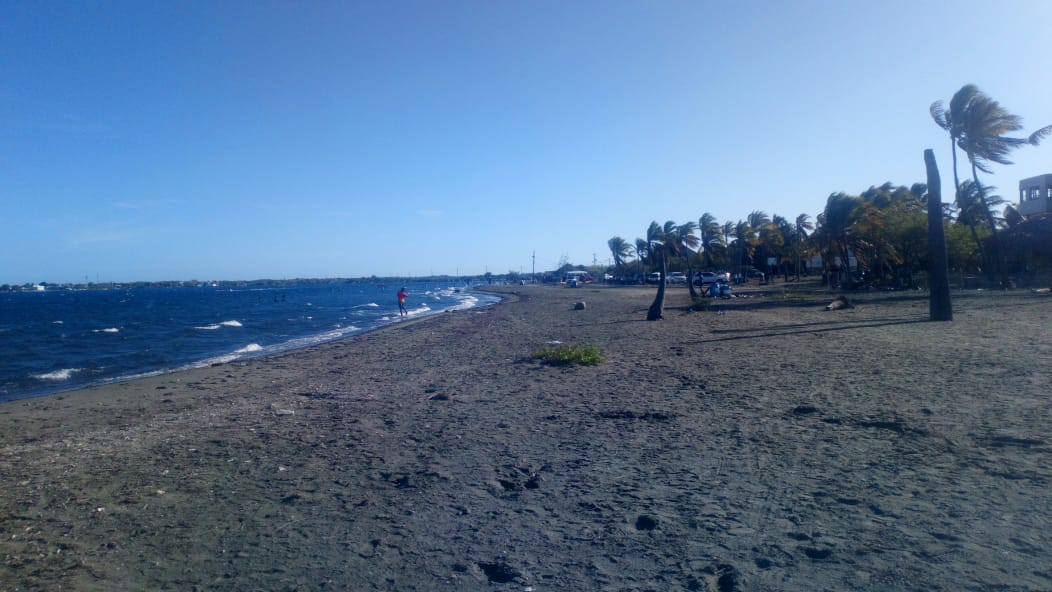
Punta Salinas
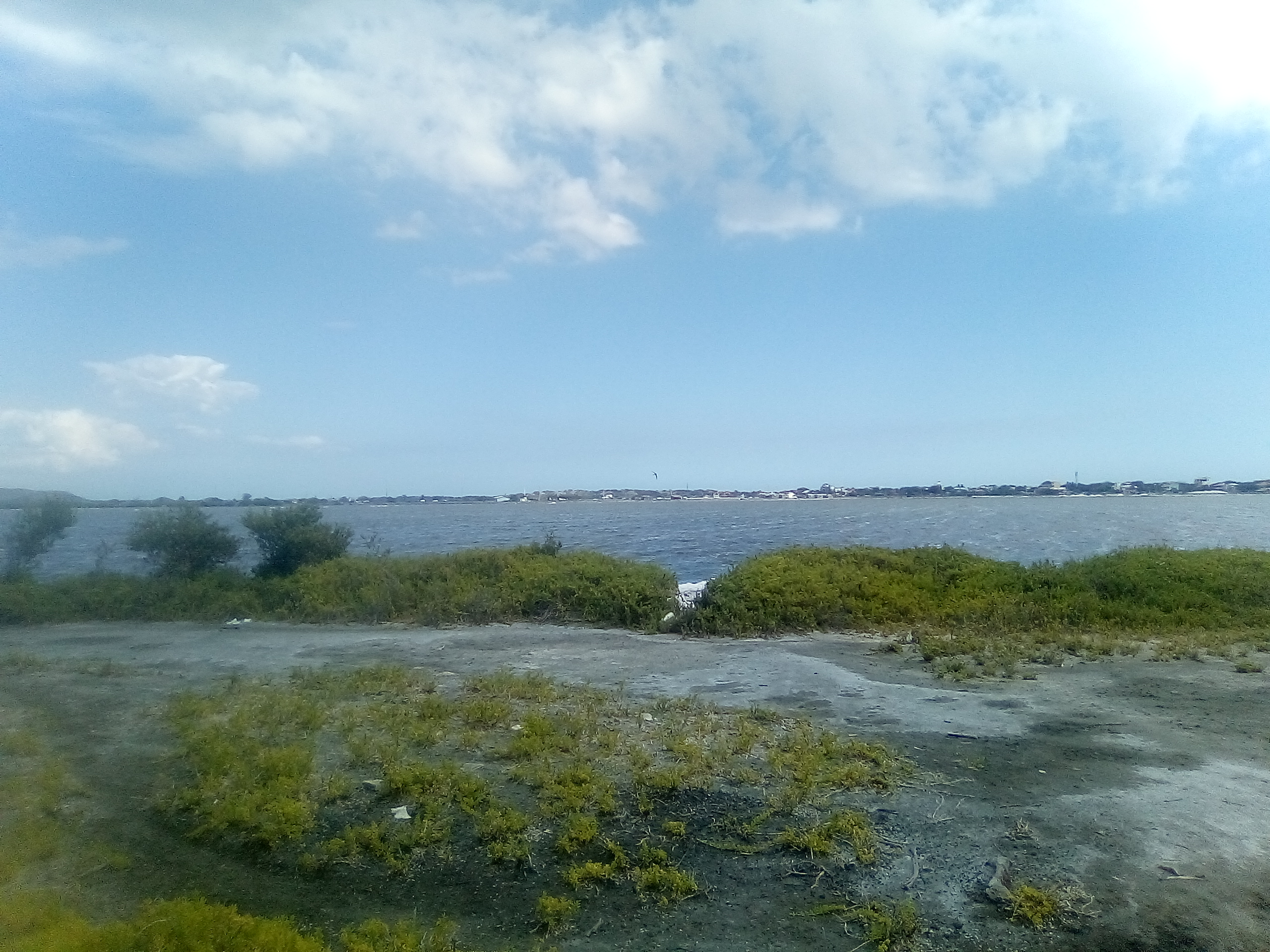
Laguna El Salado del Muerto